# Nakajima B5N
Chiếc Nakajima B5N (Tiếng Nhật: 中島 B5N, tên mã của Đồng Minh: Kate) là kiểu máy bay ném ngư lôi chủ yếu của Hải quân Đế quốc Nhật Bản trong những năm đầu của Thế Chiến II. Dù B5N nhanh hơn và tính năng khá hơn các kiểu tương đương của Đồng Minh, như TBD Devastator, Fairey Swordfish và Fairey Albacore, nó cũng gần như lạc hậu vào thời điểm trận đánh Trân Châu Cảng. Tuy vậy, B5N vẫn phục vụ suốt cuộc chiến tranh do sự chậm trễ trong việc đưa chiếc Nakajima B6N thay thế vào chiến đấu. Trong giai đoạn đầu cuộc chiến, trong tay những phi công tài giỏi được huấn luyện kỹ càng và chiến thuật phối hợp tấn công hợp lý, B5N đã đạt được thành công đặc biệt trong những trận đánh tại Trân Châu cảng, biển San Hô, Midway và quần đảo Santa Cruz.
Mặc dù vai trò ban đầu là máy bay trang bị cho tàu sân bay, thỉnh thoảng nó vẫn được dùng như là máy bay ném bom từ căn cứ mặt đất. Đội bay B5N gồm 3 người: phi công, hoa tiêu/ném bom/trinh sát và điện tín viên/xạ thủ súng máy.

## Thiết kế và phát triển
B5N được thiết kế bởi một nhóm do Katsuji Nakamura đứng đầu, nhằm đáp ứng một yêu cầu của Hải quân năm 1935 về một máy bay ném bom/ngư lôi thay cho chiếc Yokosuka B4Y. Với ký hiệu nội bộ của Nakajima là Kiểu K, nó cạnh tranh với Mitsubishi B5M thành công để đạt được hợp đồng sản xuất. Chiếc nguyên mẫu đầu tiên bay vào tháng 1 năm 1937 và được đặt hàng sản xuất liền sau đó với tên đầy đủ Máy bay Ném bom Tấn công cho Tàu sân bay Kiểu 97 (kanjō kōgekiki hay gọi ngắn kankō 九七式艦上攻撃機).

## Lịch sử hoạt động

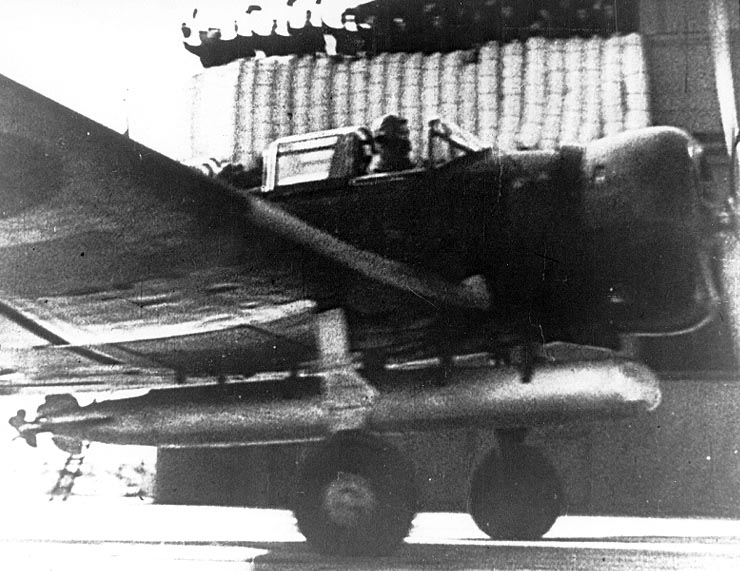
Nakajima B5N1 "Kate" cất cánh từ tàu sân bay Akagi.

B5N bắt đầu tham chiến không lâu sau đó, trước tiên trong cuộc Chiến tranh Trung-Nhật, nơi mà kinh nghiệm chiến đấu bộc lộ một số điểm yếu của kiểu B5N1 nguyên thủy. Đó là thiếu sót trong việc bảo vệ đội bay và thùng nhiên liệu. Đam mê tính năng bay cao của kiểu này, Hải quân rất miễn cưỡng trong việc tăng trọng lượng máy bay để trang bị vỏ giáp, và thay vào đó tìm kiếm một phiên bản bay nhanh hơn với hy vọng sẽ vượt khỏi máy bay tiêm kích đối địch. B5N2 được trang bị động cơ mạnh hơn và nhiều cải tiến cho nó trơn tru hơn. Mặc dù tính năng bay chỉ hơi nhỉnh hơn và các điểm yếu chưa được sửa chữa, nó thay thế B5N1 trong sản xuất, và phục vụ kể từ năm 1939. Đó là phiên bản được Hải quân dùng trong Trận chiến Trân Châu Cảng. Ngoài trận này, thành tích tốt nhất của B5N2 là vai trò chính trong việc đánh chìm các tàu sân bay của Hải quân Hoa Kỳ Yorktown, Lexington và Hornet.
B5N được dùng làm cơ sở để thiết kế mẫu tiếp theo, Nakajima B6N, mà sau đó thay thế nó trong phục vụ chiến trường. B5N tiếp tục bay những vai trò thứ yếu như huấn luyện, kéo mô hình mục tiêu, và chiến tranh chống tàu ngầm. Một số máy bay dùng cho nhiệm vụ sau cùng này được trang bị kiểu radar thô sơ và bộ dò từ trường bất thường. B5N cũng được dùng làm máy bay ném bom trong việc phòng thủ Philippines không thành công vào tháng 10 năm 1944.
Tổng cộng có khoảng 1.150 chiếc được sản xuất, và không còn tiêu bản nguyên vẹn nào. Một phần lớn của 1 chiếc B5N2 được phục hồi tại quần đảo Kuril bởi một nhà sưu tập tư nhân Anh Quốc vào năm 2003. Máy bay mô phỏng B5N2 được làm từ chiếc máy bay huấn luyện T-6 Texan của Mỹ để đóng giả kiểu máy bay của Nhật trong phim Tora! Tora! Tora! và được sử dụng trong một số phim và triển lãm để mô tả B5N.

## Các nước sử dụng
Nhật Bản
- Hải quân Đế quốc Nhật Bản

## Đặc điểm kỹ thuật (Nakajima B5N2)
Tham khảo: Japanese Aircraft of the Pacific War

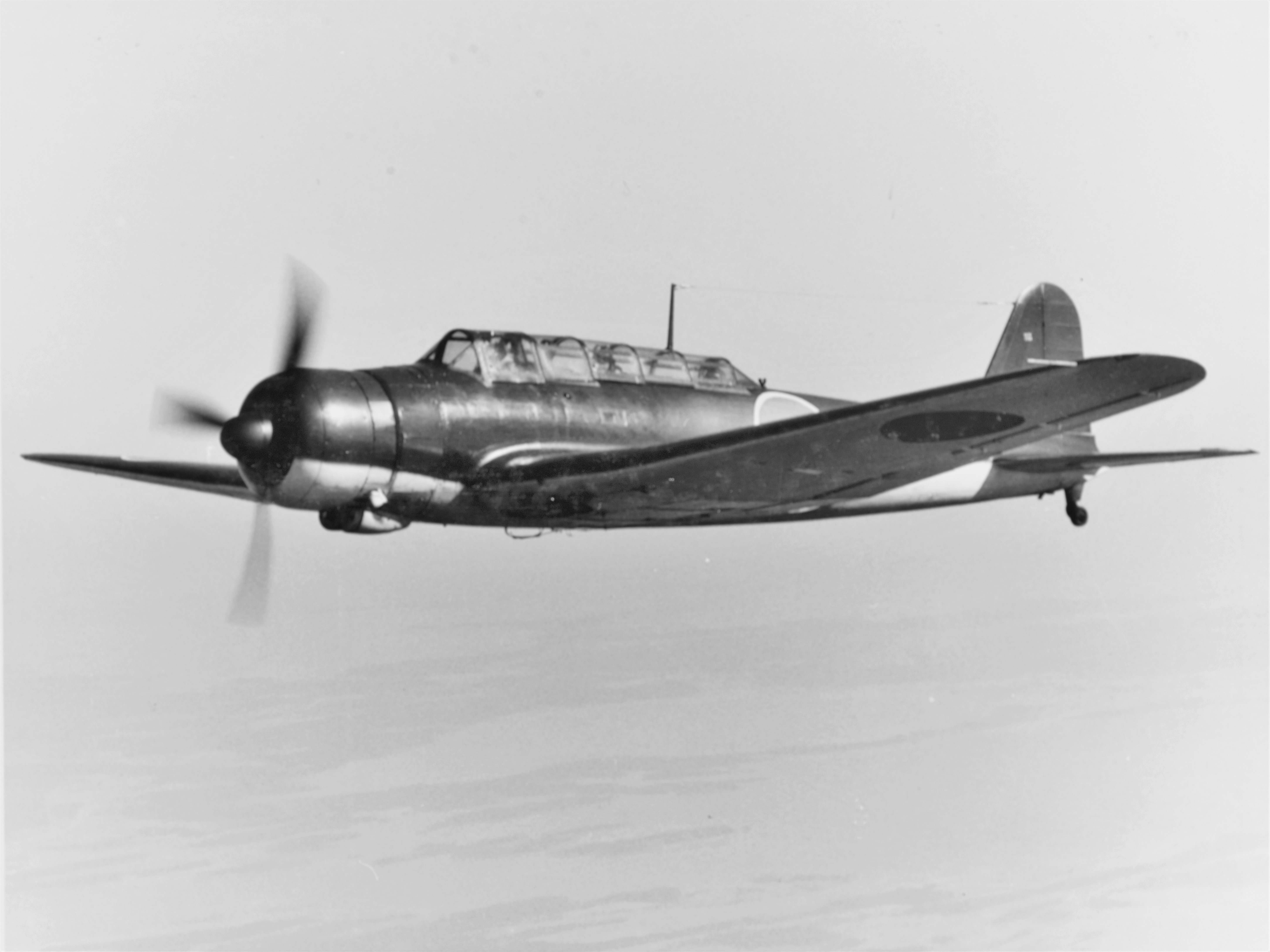
Nakajima B5N2 "Kate".

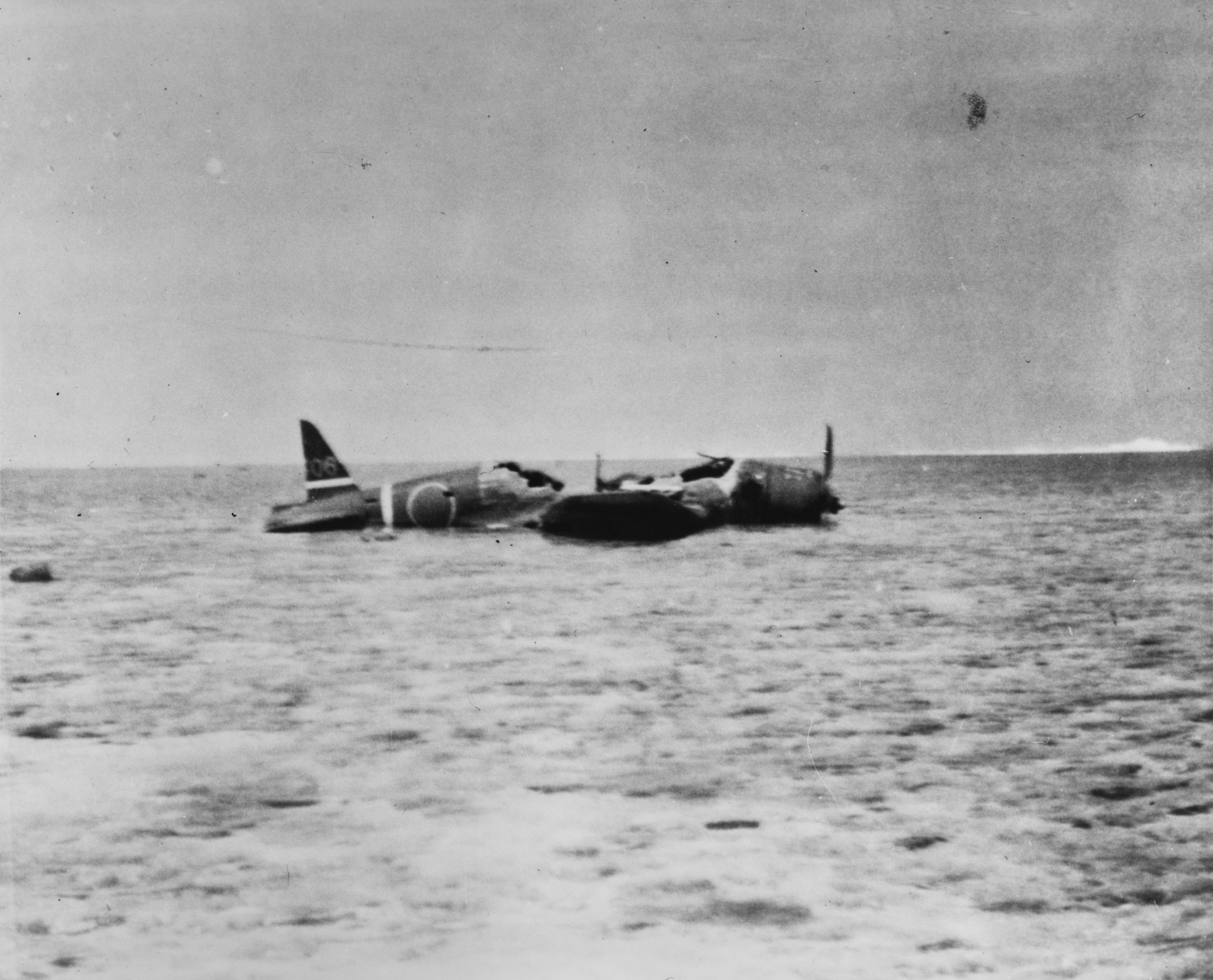
Một chiếc Nakajima B5N2 "Kate" ký hiệu đuôi "EI-306" của tàu sân bay Nhật Shokaku.

### Đặc điểm chung
- Đội bay: 03 người (phi công, hoa tiêu/ném bom/trinh sát, điện tín viên/xạ thủ súng máy)
- Chiều dài: 10,30 m (33 ft 10 in)
- Sải cánh: 15,52 m (50 ft 11 in)
- Chiều cao: 3,70 m (12 ft 2 in)
- Diện tích bề mặt cánh: 37,7 m² (406 ft²)
- Trọng lượng không tải: 2.279 kg (5.024 lb)
- Trọng lượng có tải: 3.800 kg (8.380 lb)
- Trọng lượng cất cánh lớn nhất: 4.100 kg (9.040 lb)
- Động cơ: 1 x động cơ Nakajima Sakae-11 bố trí hình tròn, công suất 1.000 mã lực (750 kW)

### Đặc tính bay
- Tốc độ lớn nhất: 367 km/h (229 mph)
- Tầm bay tối đa: 1.935 km (1.202 mi)
- Trần bay: 8.260 m (27.100 ft)
- Tốc độ lên cao: 6,5 m/s (1.283 ft/min)
- Áp lực cánh: 101 kg/m² (21 lb/ft²)
- Tỉ lệ công suất/khối lượng: 0,20 kW/kg (0,12 hp/lb)

### Vũ khí
- 1 x súng máy kiểu 92 'Ru' (Lewis) 7,7 mm ở vị trí thân sau, nạp tay, với 97 viên đạn. Một số chiếc B5N1 được trang bị 2 súng máy Kiểu 97 7,7 mm ở hai bên cánh.
- 1 x ngư lôi kiểu 91 800 kg (1.760 lb), hoặc
- 3 x bom 250 kg (550 lb), hoặc
- 6 x bom 60 kg (132 lb)

## Nội dung liên quan

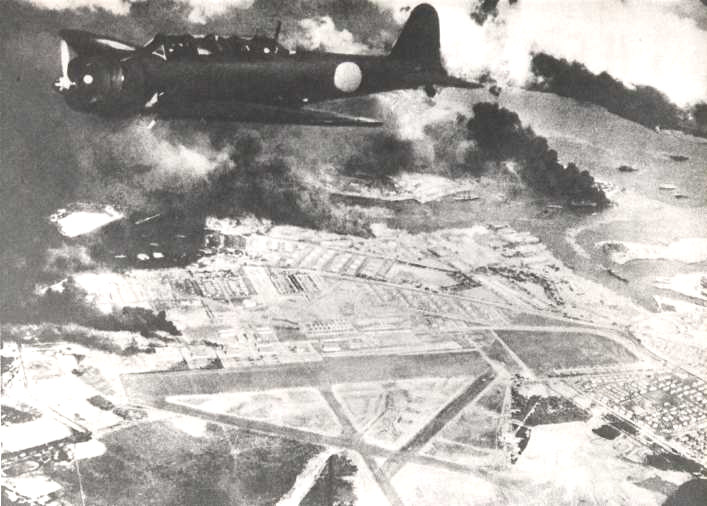
Nakajima B5N2 "Kate" bay bên trên sân bay Hickam trong Trận chiến Trân Châu Cảng, 7 tháng 12-1941.

### Máy bay liên quan
Nakajima B6N

### Máy bay tương tự
- TBD Devastator
- Mitsubishi B2M
- Yokosuka B4Y
- Blackburn Shark
- Fairey Swordfish
- Martin BM

### Trình tự thiết kế
- B2M - B3Y- B4Y - B5M/B5N - B6N - B7A

### Danh sách liên quan
- Danh sách máy bay chiến đấu
- Danh sách máy bay quân sự Nhật Bản
- Danh sách máy bay quân sự giữa hai cuộc chiến tranh thế giới
- Danh sách máy bay trong Chiến tranh Thế giới II